# Von morgens bis mitternachts
Von morgens bis mitternachts é um filme mudo expressionista alemão de 1920 dirigido por Karlheinz Martin, baseado na peça From Morning to Midnight, de 1912, de Georg Kaiser. É um dos filmes mais radicais do movimento expressionista alemão.
O filme usa conjuntos distorcidos estilizados, projetados por Robert Neppach, que são ainda mais vanguardistas que os do filme de 1920 O Gabinete do Dr. Caligari

## Trama
O filme está dividido em cinco atos.

### 1º ato
Uma senhora estrangeira entra em um banco para sacar dinheiro, mas o gerente do banco não recebeu autorização para o pagamento. O caixa do banco está fascinado por ela e contrasta seu glamour com sua vida entediante. Um jovem, filho da senhora, quer comprar um quadro em uma loja de artigos usados. A senhora volta ao banco para pegar dinheiro, sem sucesso. Uma mendiga vai ao banco pedir dinheiro. O caixa a vê como a morte. Ele rouba uma grande quantia de dinheiro do banco.

### 2º ato
O caixa vai ao hotel da senhora e oferece seu dinheiro, se ela concordar em ir embora com ele, mas ela apenas ri dele e ameaça ligar para o filho. Ao saber que ela tem um filho, ele sai do hotel. Na frente da porta, ele vê a garota mendiga novamente como morta.

### 3º ato
Enquanto isso, seu roubo é descoberto no banco. Em casa, o caixa é bem-vindo por sua família aconchegante e nauseante. Ciente do perigo da descoberta, ele foge pela estrada em uma tempestade de neve. O gerente do banco chega em sua casa com a polícia. Uma mensagem telegráfica é enviada indicando que um caixa está em execução. O caixa chega em uma grande cidade. Ele compra cartola, gravata branca e fraque.

### 4º ato
O caixa participa de uma corrida de bicicleta de seis dias e oferece uma grande quantia em dinheiro por um prêmio especial. Ele quer comprar paixão por dinheiro. As várias classes da sociedade que participam da corrida ficam muito entusiasmadas. Mas a chegada do príncipe local apaga o entusiasmo popular e todos se curvam para saudá-lo. Decepcionado, o caixa sai e vai a um baile onde consegue uma sala privada onde tenta seduzir duas meninas com seu dinheiro. Mas o primeiro joga um copo de Sekt nele e o segundo tem uma perna de pau. Ele a vê como a morte.

### 5º ato
Um homem leva o caixa a um bar decadente, onde começa a jogar cartas. Como ele ganha o tempo todo, um dos homens quer esfaqueá-lo, mas ele é salvo por uma garota do Exército de Salvação. Ele a segue até as instalações do Exército de Salvação. Por dentro, um homem está confessando seus pecados. O caixa confessa que roubou do banco e joga o que sobrou do dinheiro nos atendentes. Todos correm para pegar o dinheiro e fugir. A garota do Exército de Salvação tenta confortá-lo, mas ele a vê como morta. Ele diz a ela que há uma recompensa de 5.000 marcos por sua captura. Ela corre para denunciá-lo à polícia. Quando a polícia chega, ele atira em si mesmo.

## Elenco
- Ernst Deutsch como o caixa

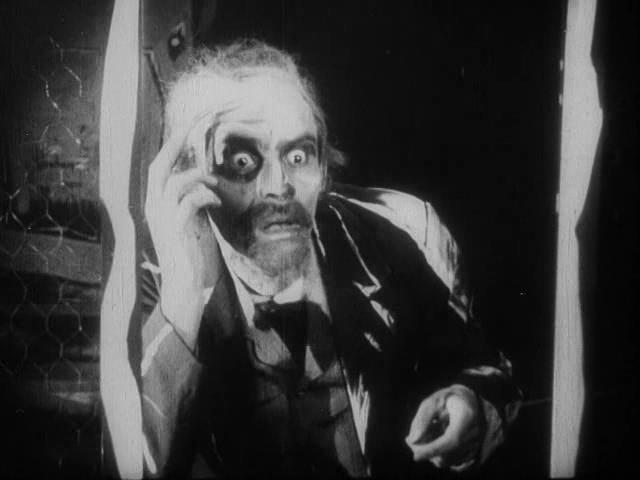
Ernst Deutsch como o caixa

- Roma Bahn como sua filha, uma mendiga, uma prostituta, uma garota do Exército de Salvação
- Adolf Edgar Licho como o homem gordo
- Hans Heinrich von Twardowski como o jovem
- Frida Richard como a avó
- Eberhard Wrede como o gerente do banco
- Hugo Döblin como o revendedor de segunda mão
- Lotte Stein como a esposa

## Produção
O filme foi produzido em 1920 pelo diretor teatral Karlheinz Martin, poucos meses após o lançamento de O Gabinete do Dr. Caligari. Ele já havia dirigido no palco a peça homônima de 1912 de Georg Kaiser antes da Primeira Guerra Mundial. Os cenários pintados em forma de palco, os trajes e a atuação dos atores formam uma unidade artística e são característicos do expressionismo.
Von morgens bis mitternachts é um dos primeiros filmes alemães a abordar a atração do "grande mundo" e da "rua". Pode ser considerado um precursor dos chamados filmes de estrada, como Die Straße de Karl Grune (1923) e Joyless Street de Georg Wilhelm Pabst (1925).